# Caricea verna
Caricea verna är en tvåvingeart som först beskrevs av Fabricius 1794.  Caricea verna ingår i släktet Caricea och familjen husflugor. Inga underarter finns listade i Catalogue of Life.